# イワン・レマレンコ
イワン・レマレンコ（Ivan Remarenco、1988年8月7日 - ）はアラブ首長国連邦の柔道選手。モルドバのアネニイ・ノイ出身。階級は100kg級。身長186cm。

## 人物
最初はモルドバの選手として活躍していて、2011年のワールドカップ・アルマトイ90kg級で優勝した。2012年にはロンドンオリンピックに出場するも初戦で敗れた。しかし、2013年には世界選手権81kg級3位のセルジュ・トマや、73kg級で活躍していたビクトル・スクボルトフなど他の5名のモルドバ選手とともにアラブ首長国連邦に集団帰化した。2014年には階級を100kg級にあげると、グランプリ・トビリシで2位になった。世界選手権では準決勝でキューバのホセ・アルメンテロスに敗れるものの、同僚のスクボルトフに続いて3位となった。9月には韓国の仁川で開催されるアジア大会にスクボルトフら他の2名のUAE代表選手とともに出場することになっていたが、アジア・オリンピック評議会が規定する「国籍変更後に該当国・地域に3年以上居住しなければ代表資格は得られない」条項に違反しているとして、出場を果たせずに終わった。2016年のリオデジャネイロオリンピックでは初戦で敗れた。
IJF世界ランキングは644ポイント獲得で28位(18/7/2現在)。

## 主な戦績
- 2011年 - ワールドカップ・アルマトイ　優勝(90kg級)
- 2012年 - ワールドカップ・トビリシ　5位(90kg級)
- 2014年 - ヨーロッパオープン・オーバーヴァルト　3位
- 2014年 - グランプリ・デュッセルドルフ　7位
- 2014年 - グランプリ・トビリシ　2位
- 2014年 - グランドスラム・バクー　7位
- 2014年 - 世界選手権　3位
- 2016年 - グランプリ・サムスン　5位
- 2017年 - イスラム諸国連帯競技大会　3位

(出典、JudoInside.com)。